# Ian T. Baldwin

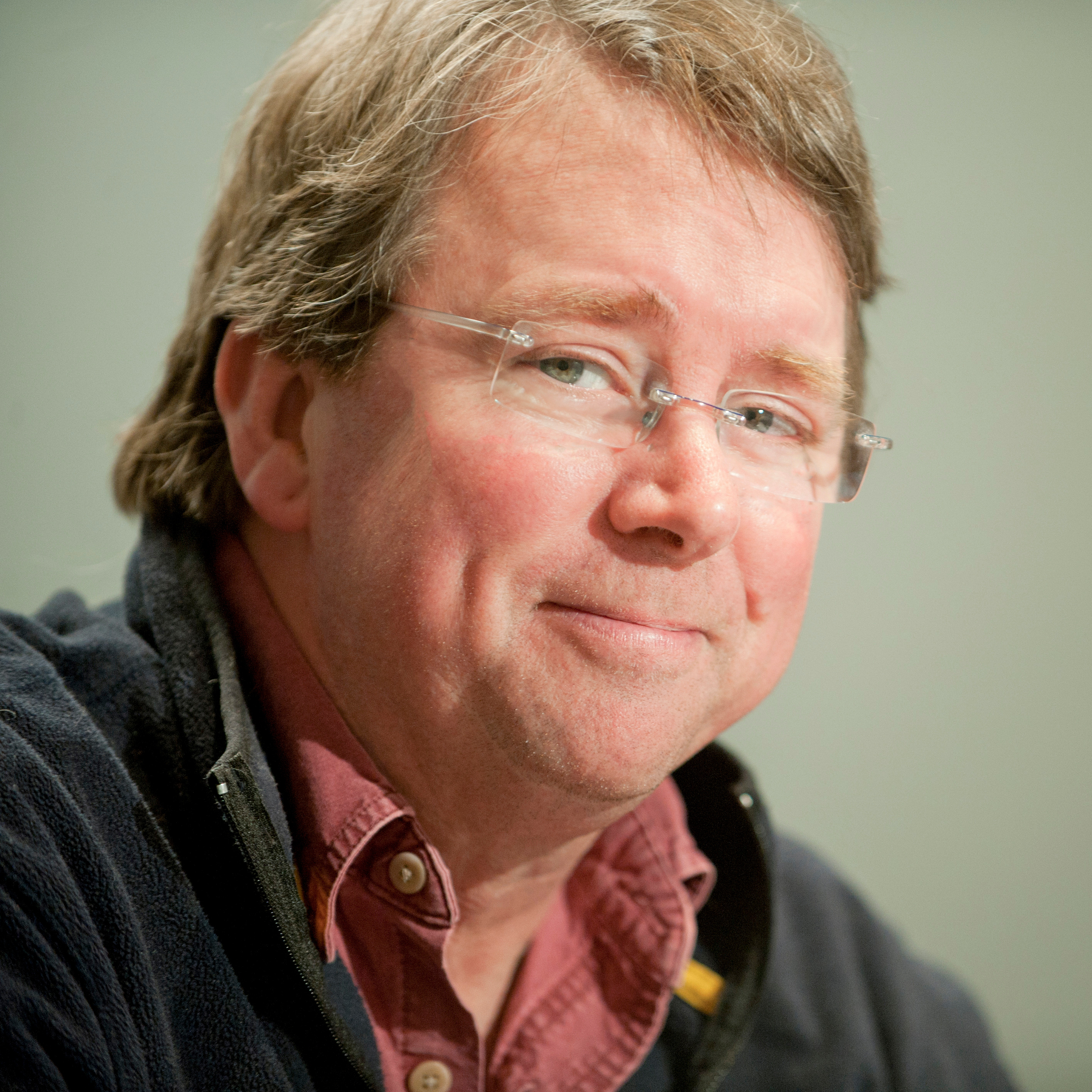
Ian Baldwin

Ian Thomas Baldwin (* 27. Juni 1958 in Ann Arbor, Michigan) ist ein US-amerikanischer Ökologe.

## Leben
Nach dem Studium der Biologie und Chemie am Dartmouth College, Hanover, New Hampshire, das er 1981 mit einem Bachelor in Biologie abschloss, promovierte Baldwin 1989 in chemischer Ökologie an der Sektion Neurobiologie und Verhalten der Cornell University in Ithaca, New York. Seine Dissertation trug den Titel Damage-induced alkaloids in wild tobacco. Anschließend war er Assistant (ab 1989), Associate (ab 1993) und Full Professor (ab 1996) am Department of Biology der State University of New York in Buffalo. Im Jahr 1996 wurde er Gründungsdirektor des Max-Planck-Instituts für chemische Ökologie, wo er die Abteilung Molekulare Ökologie bis Ende 2020 leitete. 1999 wurde er zum Honorarprofessor an der Friedrich-Schiller-Universität Jena ernannt. 2002 gründete er die International Max Planck Research School am MPI in Jena.
In seiner wissenschaftlichen Arbeit widmet sich Baldwin dem Verständnis der genetischen Merkmale, die es Pflanzen ermöglichen, in der Natur zu überleben. Um dieses Ziel zu erreichen, hat er einen molekularen Werkzeugkasten für die wilde Tabakart Nicotiana attenuata (Kojotentabak) entwickelt. Baldwin kombiniert genomische und molekulargenetische Methoden mit Freilanduntersuchungen zur Identifizierung und Charakterisierung von Genen, die bei Wechselwirkungen zwischen Pflanzen, Insekten (Herbivoren, Bestäuber) und Mikroorganismen in ihrer natürlichen Umgebung eine Rolle spielen.
Innerhalb der Max-Planck-Gesellschaft setzt er sich sehr für Open-Access-Initiativen, den freien Zugang zu wissenschaftlichen Veröffentlichungen, ein. Er ist Senior Editor der Open-Access-Zeitschrift eLife.

## Ehrungen und Auszeichnungen
- 1991: Presidential Young Investigator Award
- 1998: Silverstein-Simeone Award der International Society of Chemical Ecology[8]
- 2001: Aufnahme als außerordentliches Mitglied in die Berlin-Brandenburgische Akademie der Wissenschaften
- 2009: Tansley Lecture, British Ecological Society[9]
- 2011: European Research Council (ERC) Advanced Grant[10]
- 2013: Wahl zum Mitglied der US-amerikanischen National Academy of Sciences[11][12]
- 2013: Wahl zum Mitglied der Leopoldina[12][13]
- 2014: Wahl zum Mitglied der EMBO[14]
- 2014: Award der Fondation Jean-Marie Delwart (mit Edward Farmer)[15]
- 2016: Ernennung zum Fellow der American Association for the Advancement of Science[16]

## Kritik
Als Abteilungsleiter am Max-Planck-Institut für chemische Ökologie in Jena soll Baldwin über Jahre Mitarbeiter schikaniert oder gemobbt haben. Es wurde von Arbeitszeiten bis zur Erschöpfung berichtet. Baldwin selbst weist die gegen ihn erhobenen Vorwürfe entschieden zurück. Im Jahr 2019 leitete die Max-Planck-Gesellschaft eine Untersuchung ein. Seit Ende 2020 ist Baldwin nicht mehr Leiter am Max-Planck-Institut für chemische Ökologie. Kommissarische Leiterin der Abteilung ist Sarah O’Connor.

## Publikationen (Auswahl)
- J. C. Schultz, I. T. Baldwin: Oak leaf quality declines in response to defoliation by Gypsy moth larvae. In: Science. Band 217, 1982, S. 149–151. doi:10.1126/science.217.4555.149
- R. Karban, I. T. Baldwin: Induced responses to herbivory. Univ. of Chicago Press, Chicago 1997, ISBN 0-226-42496-0.
- A. Kessler, I. T. Baldwin: Defensive function of herbivore-induced plant volatile emissions in nature. In: Science. Band 291, Nr. 5511, 2001, S. 2141–2144. doi:10.1126/science.291.5511.2141
- A. Kessler, R. Halitschke, I. T. Baldwin: Silencing the jasmonate cascade: Induced plant defenses and insect populations. In: Science. Band 305, Nr. 5684, 2004, S. 665–668. doi:10.1126/science.1096931
- I. T. Baldwin, R. Halitschke, A. Paschold, C. C. von Dahl, C. A. Preston: Volatile signaling in plant-plant interactions: "Talking trees" in the genomics era. In: Science. Band 311, Nr. 5762, 2006, S. 812–815. doi:10.1126/science.1118446
- D. Kessler, K. Gase, I. T. Baldwin: Field experiments with transformed plants reveal the sense of floral scents. In: Science. Band 321, Nr. 5893, 2008, S. 1200–1202. doi:10.1126/science.1160072
- D. Kessler, C. Diezel, I. T. Baldwin: Changing pollinators as a means of escaping herbivores. In: Current Biology. Band 20, 2010, S. 237–242. doi:10.1016/j.cub.2009.11.071
- S. Allmann, I. T. Baldwin: Insects betray themselves in nature to predators by rapid isomerization of green leaf volatiles. In: Science. Band 329, 2010, S. 1075–1078. doi:10.1126/science.1191634
- A. Weinhold, I. T. Baldwin: Trichome-derived O-acyl sugars are a first meal for caterpillars that tags them for predation.  .Proceedings of the National Academy of Sciences. Band 108, Nr. 19, 2011, S. 7855–7859. doi:10.1073/pnas.1101306108
- P. Kumar, S. S. Pandit, A. Steppuhn, I. T. Baldwin: A natural history driven, plant mediated RNAi based study reveals CYP6B46’s role in a nicotine-mediated anti-predator herbivore defense. .Proceedings of the National Academy of Sciences. Band 111, Nr. 4, 2014, S. 1245–1252. doi:10.1073/pnas.1314848111